# ساختمان فدرال تد وایس
ساختمان فدرال تد وایس (انگلیسی: Ted Weiss Federal Building) یک ساختمان فدرال در خیابان برادوی، منهتن، نیویورک است.
این ساختمان که در سال ۱۹۹۱ شروع به ساخت و در سال ۱۹۹۵ افتتاح شده‌است دارای ۳۴ طبقه و ۱۴۵ متر ارتفاع می‌باشد. این ساختمان مقر سازمان‌های خدمات درآمد داخلی، سازمان حفاظت از محیط زیست ایالات متحده آمریکا و دیوان محاسبات آمریکا است.

## نگارخانه

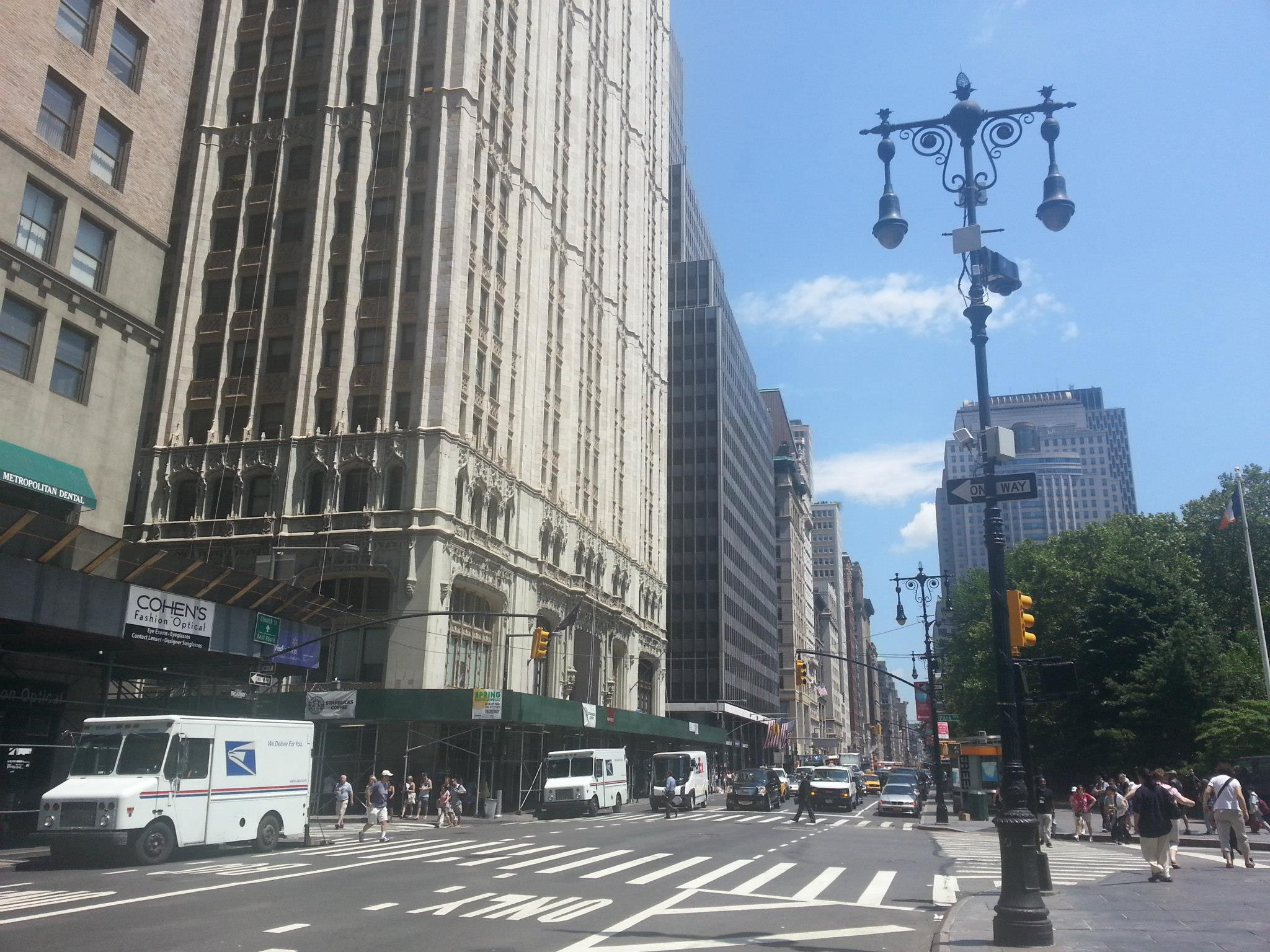
ساختمان فدرال تد وایس (سمت راست)
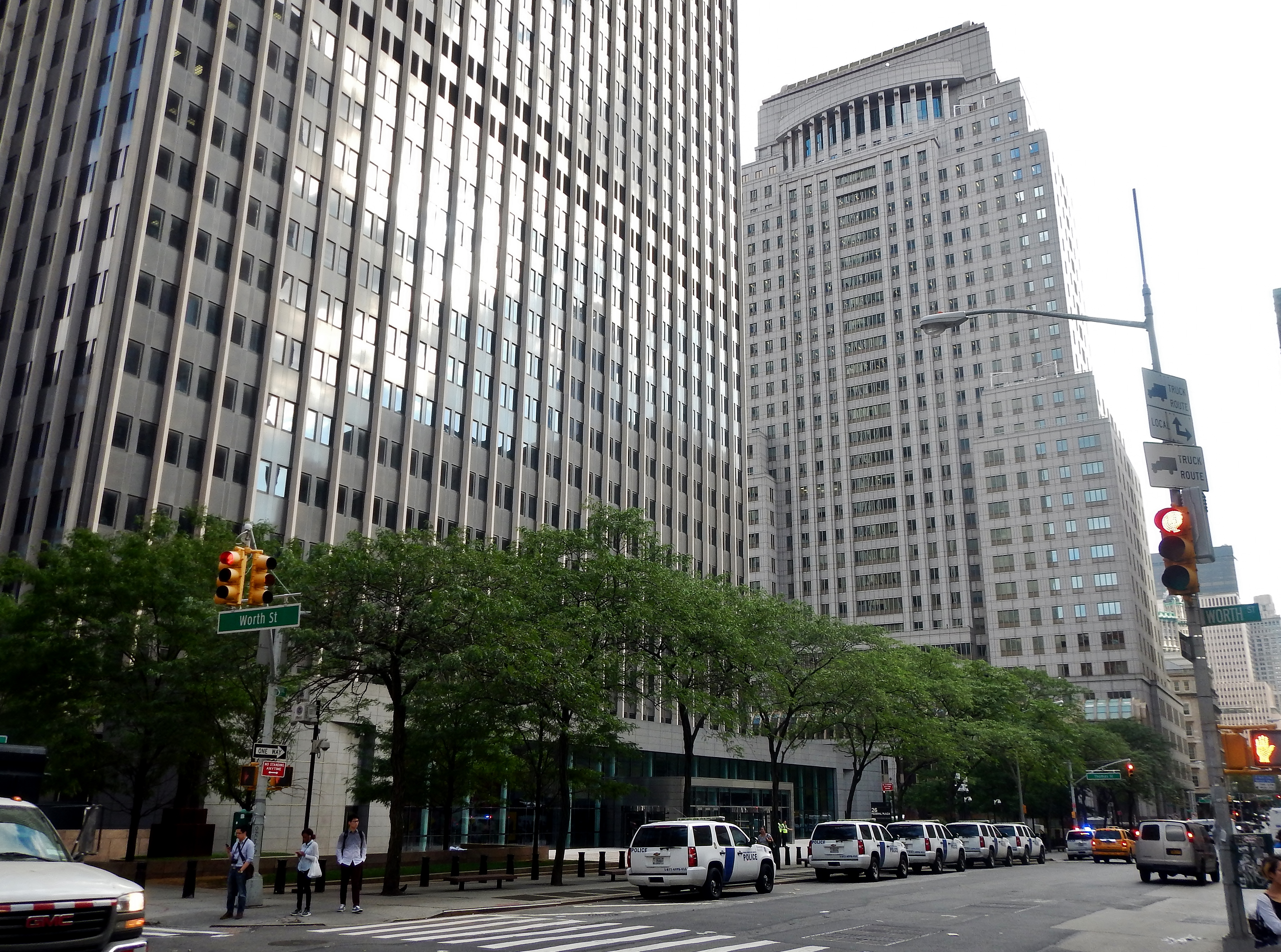
ساختمان فدرال تد وایس (سمت راست)
New Ring Shout by Houston Conwill, Joseph De Pace, and Estella Conwill
American Song by Clyde Lynd